# Jesse Boulerice
Pour les articles homonymes, voir Boulerice.
Jesse Boulerice (né le 10 août 1978 à Rouses Point, dans l'État de New York aux États-Unis) est un joueur professionnel américain de hockey sur glace évoluant au poste d'ailier droit.

## Carrière
Après avoir joué pour les Hawks de Hawkesbury de la Ligue de hockey junior canadienne, Jesse Boulerice rejoint en 1995 les Whalers de Détroit de la Ligue de hockey de l'Ontario qui déménagent par la suite en 1997 pour devenir pour les Whalers de Plymouth. Connu pour être un homme fort, il réalise plus de 500 minutes de pénalité en 150 parties dans la LHO.
Repêché par les Flyers de Philadelphie lors du repêchage d'entrée de 1996 dans la Ligue nationale de hockey, il fait ses débuts professionnels en 1998-1999 avec le club-école des Flyers en jouant pour les Phantoms de Philadelphie dans la Ligue américaine de hockey et les Brass de la Nouvelle-Orléans dans l'ECHL.
Il joue son premier match dans la LNH le 6 octobre 2001 avec les Flyers lors d'un match contre les Blue Jackets de Columbus puis joue deux autres matchs avant d'être renvoyé aux Phantoms dans la Ligue américaine. Au cours de la saison, il est échangé aux Hurricanes de la Caroline contre Greg Koehler puis joue le reste de la saison 2001-2002 avec les Lock Monsters de Lowell de la LAH.
La saison suivante, au bout de 48 matchs avec les Hurricanes, il se blesse lors d'un combat contre Aaron Downey et quitte la rencontre avec une commotion cérébrale.
Le 10 octobre 2007, lors d'un match des Flyers contre les Canucks de Vancouver, il donne un double-échec sur Ryan Kesler au niveau du visage. Deux jours plus tard, il est suspendu pour 25 matchs par la LNH.
Il termine sa carrière en jouant ses deux dernières saisons avec les Penguins de Wilkes-Barre/Scranton, équipe affilié aux Penguins de Pittsburgh dans la LAH.

## Statistiques

### En club
Pour les significations des abréviations, voir Statistiques du hockey sur glace.
| Saison     | Équipe                       | Ligue      |     | Saison régulière | Saison régulière | Saison régulière | Saison régulière | Saison régulière |   | Séries éliminatoires | Séries éliminatoires | Séries éliminatoires | Séries éliminatoires | Séries éliminatoires |
| Saison     | Équipe                       | Ligue      | PJ  | B                | A                | Pts              | Pun              | PJ               | B | A                    | Pts                  | Pun                  |                      |                      |
| 1994-1995  | Hawks de Hawkesbury          | LHJC       | 46  | 1                | 8                | 9                | 160              | -                | - | -                    | -                    | -                    |                      |                      |
| 1995-1996  | Whalers de Détroit           | LHO        | 64  | 2                | 5                | 7                | 150              | 16               | 0 | 0                    | 0                    | 12                   |                      |                      |
| 1996-1997  | Whalers de Détroit           | LHO        | 33  | 10               | 14               | 24               | 209              | -                | - | -                    | -                    | -                    |                      |                      |
| 1997-1998  | Whalers de Plymouth          | LHO        | 53  | 20               | 23               | 43               | 170              | 13               | 2 | 4                    | 6                    | 35                   |                      |                      |
| 1998-1999  | Phantoms de Philadelphie     | LAH        | 24  | 1                | 2                | 3                | 82               | -                | - | -                    | -                    | -                    |                      |                      |
| 1998-1999  | Brass de la Nouvelle-Orléans | ECHL       | 12  | 0                | 1                | 1                | 38               | -                | - | -                    | -                    | -                    |                      |                      |
| 1999-2000  | Phantoms de Philadelphie     | LAH        | 40  | 3                | 4                | 7                | 85               | 4                | 0 | 2                    | 2                    | 4                    |                      |                      |
| 1999-2000  | Titans de Trenton            | ECHL       | 25  | 8                | 8                | 16               | 90               | -                | - | -                    | -                    | -                    |                      |                      |
| 2000-2001  | Phantoms de Philadelphie     | LAH        | 60  | 3                | 4                | 7                | 256              | 10               | 1 | 1                    | 2                    | 28                   |                      |                      |
| 2001-2002  | Flyers de Philadelphie       | LNH        | 3   | 0                | 0                | 0                | 5                | -                | - | -                    | -                    | -                    |                      |                      |
| 2001-2002  | Phantoms de Philadelphie     | LAH        | 41  | 2                | 5                | 7                | 204              | -                | - | -                    | -                    | -                    |                      |                      |
| 2001-2002  | Lock Monsters de Lowell      | LAH        | 15  | 2                | 4                | 6                | 80               | 5                | 0 | 2                    | 2                    | 6                    |                      |                      |
| 2002-2003  | Hurricanes de la Caroline    | LNH        | 48  | 2                | 1                | 3                | 108              | -                | - | -                    | -                    | -                    |                      |                      |
| 2003-2004  | Hurricanes de la Caroline    | LNH        | 76  | 6                | 1                | 7                | 127              | -                | - | -                    | -                    | -                    |                      |                      |
| 2005-2006  | Lock Monsters de Lowell      | LAH        | 1   | 0                | 2                | 2                | 0                | -                | - | -                    | -                    | -                    |                      |                      |
| 2005-2006  | Hurricanes de la Caroline    | LNH        | 26  | 0                | 0                | 0                | 51               | -                | - | -                    | -                    | -                    |                      |                      |
| 2005-2006  | Blues de Saint-Louis         | LNH        | 12  | 0                | 0                | 0                | 13               | -                | - | -                    | -                    | -                    |                      |                      |
| 2006-2007  | River Rats d'Albany          | LAH        | 16  | 4                | 3                | 7                | 36               | -                | - | -                    | -                    | -                    |                      |                      |
| 2007-2008  | Flyers de Philadelphie       | LNH        | 5   | 0                | 0                | 0                | 29               | -                | - | -                    | -                    | -                    |                      |                      |
| 2007-2008  | Phantoms de Philadelphie     | LAH        | 36  | 2                | 4                | 6                | 101              | 7                | 0 | 0                    | 0                    | 2                    |                      |                      |
| 2008-2009  | Monsters du lac Érié         | LAH        | 41  | 4                | 3                | 7                | 97               | -                | - | -                    | -                    | -                    |                      |                      |
| 2008-2009  | Oilers d'Edmonton            | LNH        | 2   | 0                | 0                | 0                | 0                | -                | - | -                    | -                    | -                    |                      |                      |
| 2009-2010  | Penguins de WBS              | LAH        | 54  | 4                | 3                | 7                | 124              | 4                | 0 | 0                    | 0                    | 6                    |                      |                      |
| 2010-2011  | Penguins de WBS              | LAH        | 67  | 4                | 7                | 11               | 147              | 7                | 0 | 0                    | 0                    | 11                   |                      |                      |
| Totaux LNH | Totaux LNH                   | Totaux LNH | 172 | 8                | 2                | 10               | 333              | -                | - | -                    | -                    | -                    |                      |                      |

### En équipe nationale
| Année | Équipe            | Compétition                 |   | PJ | B | A | Pts | Pun             |  | Résultat |
| 1998  | États-Unis junior | Championnat du monde junior | 7 | 2  | 0 | 2 | 10  | Cinquième place |  |          |